# 阿尔卡季·盖达尔
阿尔卡季·彼得洛维奇·盖达尔（原名阿尔卡季·彼得罗维奇·高利科夫，1904年1月22日—1941年10月26日），苏联作家，其作品多数以少年儿童为主人公，描绘他们机智勇敢战胜各种困难，充满了乐观主义，很受到青少年欢迎，其小说《铁木儿和他的伙伴》更引发了全苏联少年儿童帮助苏联军队的铁木儿活动。其孙為曾經代理俄罗斯总理的叶戈尔·盖达尔。

## 早年经历
阿尔卡季·彼得洛维奇·盖达尔出生于库尔斯克省利戈夫市糖厂村一个教师家庭，父母都参加过1905年俄国革命。1912年父亲工作调动，全家随之搬到阿尔扎马斯居住，盖达尔在当地读中学。1914年8月盖达尔的父亲被征入伍，十岁的盖达尔也离家去参军，被人找到送回了家。1917年十月革命期间，盖达尔积极执行当地党组织交给他的宣传任务，并参加了巷战。1918年他加入了布尔什维克党，同年底，身材高大的他谎称自己十六岁了，加入了红军。
1919年，盖达尔到基辅参加了指挥员培训班，毕业后担任连长。他参加了围剿彼得留拉武装的战斗，还曾在高加索和波兰作战，战斗中多次负伤。1920年10月回莫斯科参加高级步兵学校团级指挥员培训班，次年2月毕业，到奥廖尔军分区第二预备旅第23步兵预备团报道，被任命为营长。1921年初盖达尔率部队参与镇压坦波夫省的富农暴动。6月底，不足18岁的盖达尔被任命为第58独立团团长。1922年2月起，盖达尔担任叶尼塞省特种使命分队队长，负责清剿阿钦斯克地区的白军残余。他高估了敌对分子的数目，采取了过火的措施，导致分队与地方政府关系恶化，被控告无故枪毙犯人。接受调查的盖达尔被解除职务两年。

## 文学创作

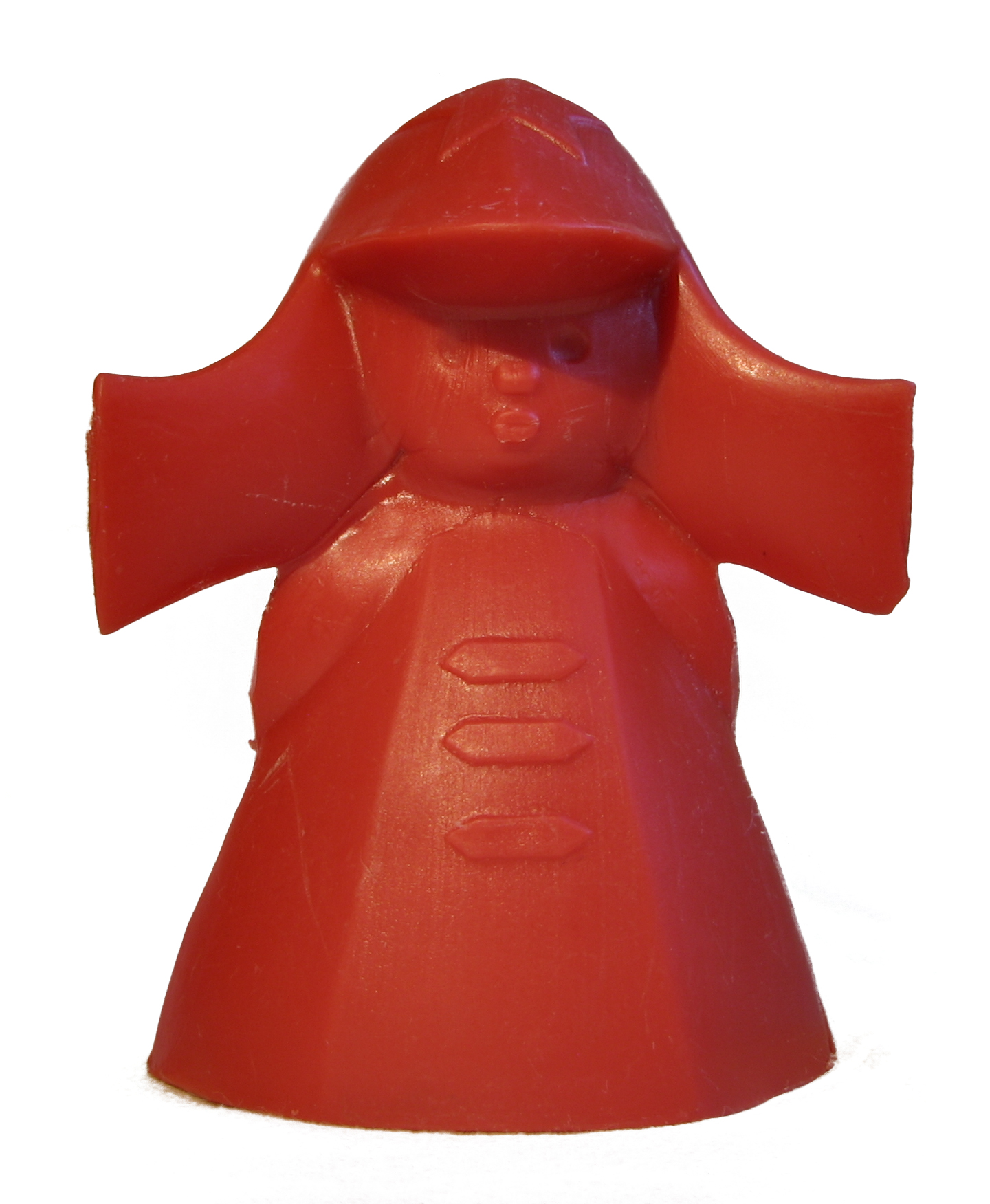
根据《军事秘密》一书的主人公形象设计的玩具

1923年盖达尔头部旧伤发作，长期治疗后不见好转。1924年二十岁的盖达尔被转入预备役。悲伤的盖达尔为此他写了一封信告别红军，寄给了红军总指挥伏龙芝，伏龙芝接见了盖达尔，鼓励他充分发挥自己的文学才能。1925年盖达尔的《失败和胜利的日子》发表在杂志上，反响平平。1926年他的第一篇儿童文学作品《革命军事委员会》出版，受到读者欢迎。1928-1929年盖达尔在北方真理报社工作，完成了描述少年学校生活的《学校》。出版后奠定了盖达尔少年儿童文学作家的地位，盖达尔也计划写续篇，但一直未完成。
盖达尔经常受疾病所苦中断写作，但一旦有所好转，他就会继续写作。1931年夏天他和儿子铁木尔·盖达尔到阿尔迪克少先队营地住了一阵，创作了反映社会主义建设运动中少儿面貌的小说《远方》，小说不仅受到少年儿童欢迎，亚历山大·法捷耶夫也撰写文章赞扬盖达尔的文学才能。之后随着《军事秘密》、《鼓手的命运》、《蓝杯》等著作的问世，他越来越受读者的欢迎。1940年发表的《铁木儿和他的队伍》使盖达尔的声望达到了顶峰，少年儿童读者就纷纷仿效铁木儿，组成了各种行动队。在苏联政府的宣传下，最终形成了“铁木儿运动”。数以百万计的苏联少年儿童积极参加清理铁路、装卸货物、筹集资金、医疗守护等非战斗工作。

## 苏德战争
1941年，苏德战争爆发后，盖达尔担任《共青团真理报》的特派记者奔赴前线，写出了《大多数》、《火箭和手榴弹》等战地通讯。1941年秋，随着大量苏军在基辅被合围，盖达尔所在部队陷入了困境之中，他拒绝离开部队，参与了游击作战。10月26日，在离乌克兰坎涅夫不远的列普利亚沃村侦查时，在铁路旁遇到了敌人，盖达尔中弹牺牲。战后被迁葬于坎涅夫城第聂伯河畔。

## 家庭
1920年代盖达尔在彼尔姆结识了女记者索洛明斯卡娅，两人于1925年结婚，1926年12月，盖达尔的长子，铁木尔·阿伯拉莫维奇·盖达尔出生，1931年两人离婚。铁木儿·盖达尔后来成为了一名军事记者，和苏联作家巴维尔·彼得罗维奇·巴若夫的女儿结婚，儿子即为曾任俄罗斯代理总理的叶戈尔·盖达尔。1938年盖达尔再婚。

## 主要作品
- 《革命军事委员会》(1926)

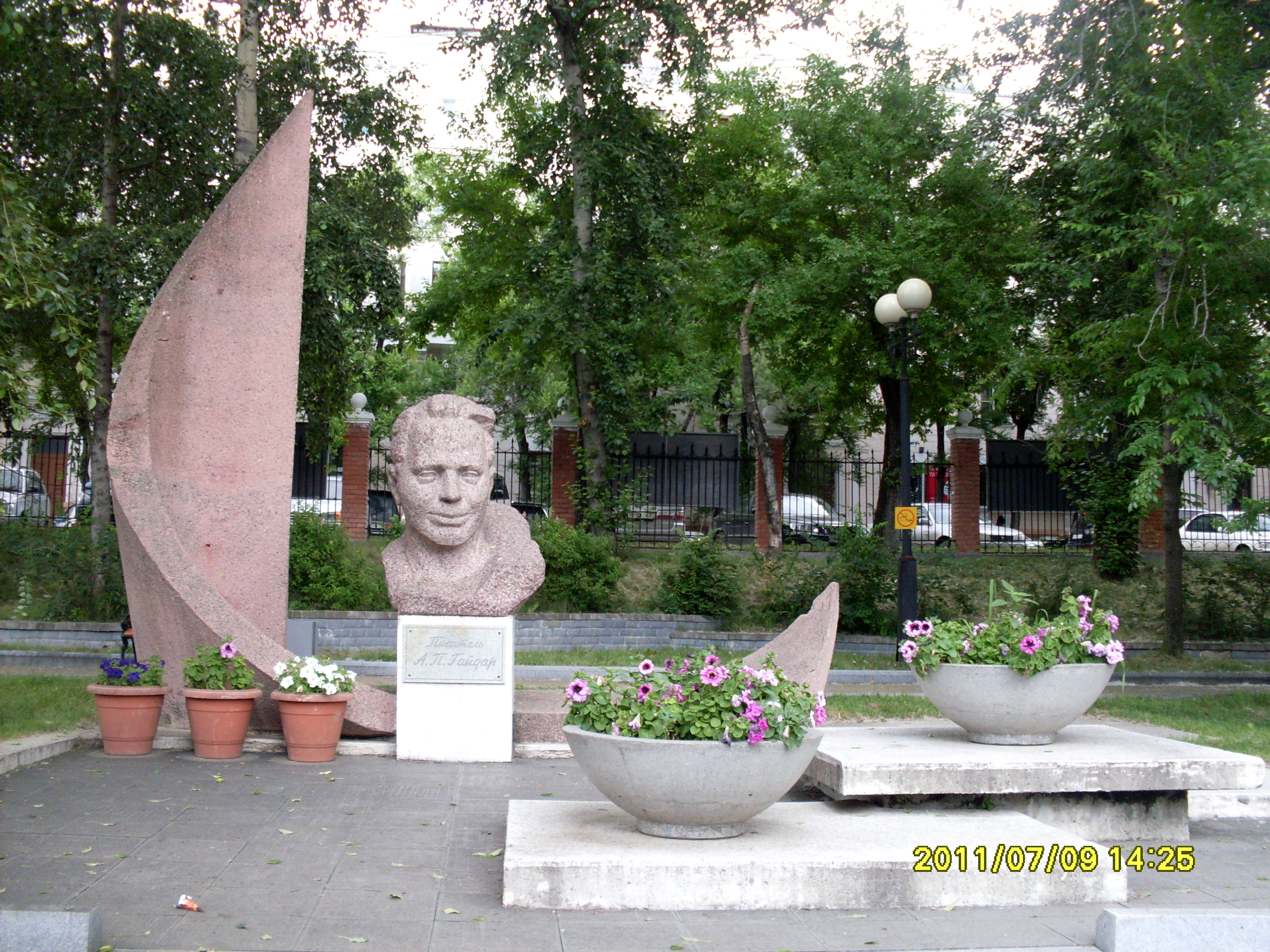
位于哈巴罗夫斯克的盖达尔纪念公园

- 《学校》(1930)，小说根据盖达尔亲身经历写成，描述战争时期学校的生活，几对父子为了创造幸福的生活参与战斗。其中战士的儿子鲍里斯·格利戈夫的原型就是盖达尔自己。
- 《第四避弹室》(1930)
- 《远方》(1932)，标志着盖达尔作品的主题开始转向歌颂苏联社会主义建设和第一个五年计划。
- 《军事秘密》(1935)
- 《蓝杯》(1936)
- 《鼓手的命运》(1938)，这部小说歌颂了少年儿童的伟大的理想和为祖国献身的精神，盖达尔称其为“这书讲的不是战争，但讲的事情一样严酷而危险，不下于战争自身”。康斯坦丁·帕乌斯托夫斯基回忆说，盖达尔写这部中篇时和自己助邻居，“那可真是黄金时期，终日开玩笑，打赌，争论文学问题，上河边或旧河床钓鱼，所有这一切都不知不觉中帮助了我们写作”[3]
- 《丘克和盖克》(1938)，小说讲述丘克与盖克两兄弟爸爸在大森林里工作，无暇回家度假，让儿子随母亲来自己这儿过新年。当他们即将动身时，爸爸拍电报要他们缓来，但两个孩子把没读过的电报丢失了,妈妈带着他们早去了十多天，遇到种种困难和惊险，最后一家团聚的故事。
- 《铁木儿和他的队伍》(1940)，小说以铁木儿·盖达尔为原型，描述少先队员铁木儿和自己的伙伴秘密从事帮助苏联军队的活动。铁木儿机智、勇敢、总能想到智慧的办法来完成任务[1]。
- 《一块烫石头》(1941)，短篇小说，描写了人们对待一块据说可以返老还童的石头的态度。
- 《铁木儿的誓言》(1941)，是《铁木儿和他的队伍》的续集，但影响不及《铁木儿和他的队伍》。